# سیر (یکای جرم)
سیر یکای غیررسمی جرم است و هر سیر برابر با ۳۷۵ قیراط می‌شود. در نتیجه هر سیر 74.88 گرم است که برای سهولت 75 گرم در نظر گرفته می‌
شود. هر مثقال معمولی معادل یک‌شانزدهم سیر است. هر ده سیر برابر یک چارک می‌شود. یک سیر در اصل وزن سکه‌ای باستانی بوده که در یونانی استاتر نامیده می‌شده و در زبان پهلوی به صورت ستیر آمده و بعدتر به صورت سیر در فارسی دری آمده‌است.
640 مثقال : 40 سیر : 1 من تبریز
1 خروار: 100 من تبریز
1 مثقال : 24 نخود : 96 گندم
1 قیراط : 200 میلی گرم
1 سیر : 375 قیراط
1 مثقال : 4.608 g

## واژه‌شناسی
واژهٔ سیر ساده شدهٔ واژهٔ سِتیر یا اِستیر است که در زبان پهلوی هم به همین ریخت ستیرstēr بوده‌است. این واژه در زبان عربی هم به ریخت «استار» وارد شده‌است ولی عرب‌ها هر استار را چهار مثقال و نیم می‌دانند.